# 紅金線魚
紅金線魚（学名：Nemipterus furcosus），又名橫斑金線魚、金線鰱，为金線魚科金線魚屬下的一个种，主要分布于马尔代夫、斯里兰卡、安达曼群岛、印度、澳大利亚等地的周边海域。

## 扩展阅读
- 維基物種上的相關：紅金線魚